# Éric de Montalier
Éric de Montalier, né le 2 mai 1969 à Versailles  est un réalisateur, acteur et scénariste français.

## Filmographie

### Acteur
- 2001 : Daredevil : The Thief
- 2001 : Grégoire Moulin contre l'humanité : un supporter dans un bar
- 2003 : Aurélien : Riquet
- 2003 : Projet Gamma : le scientifique
- 2004 : Un jour en France : ?
- 2004 : Narco : l'élève du karaté
- 2005 : Projet Tango : le garçon de café
- 2005 : Geisha : le compagnon de la japonaise
- 2005 : Brasier : Sacha
- 2007 : Ma place au soleil : Cédric
- 2011 : Mineurs 27 de Tristan Aurouet : Blandin
- 2012 : JC comme Jésus Christ de Jonathan Zaccaï : Père JC
- 2012 : Les Infidèles d'Emmanuelle Bercot, Fred Cavayé, Alexandre Courtès, Jean Dujardin, Michel Hazanavicius, Éric Lartigau et Gilles Lellouche : le médecin des urgences
- 2014 : Mea Culpa de Fred Cavayé : Policier hôpital
- 2015 : La French de Cédric Jimenez : Flic José
- 2015 : Vicky de Denis Imbert : Mari de la bourgeoise
- 2017 :  Quadras, série créée par Mélissa Drigeard et Vincent Juillet
- 2017 : Rock'N'Roll de Guillaume Canet : Pote du poker
- 2022 : I Love America de Lisa Azuelos : le mari de Charlotte
- 2024 : Neuilly-Poissy de Grégory Boutboul : Latuyère
- 2024 : HLM Pussy : Professeur Evral

### Scénariste et réalisateur
- 2007 : Ma place au soleil

### Doublage
- 2023 : Donjons et Dragons : L'Honneur des voleurs : ? ( ? )[2]
- 2023 : L'Écume de la guerre : voix additionnelles (mini-série)